# Joachim Agne
Joachim Agne (* 23. September 1994) ist ein deutscher Leichtgewichts-Ruderer. 
Agne startete 2015 bei den U23-Weltmeisterschaften das erste Mal für Deutschland im Leichtgewichts-Doppelvierer und erreichte dort den 4. Platz, 2016 startete er dann im Leichtgewichts-Doppelzweier und wurde Siebter. Bei den A-Weltmeisterschaften 2017 trat er mit Jonas Ningelgen, Edvin Novák und Johannes Ursprung im Leichtgewichts-Doppelvierer an und belegte dort den siebten Platz. 2018 wurde er Deutscher Meister bei den Leichtgewichts-Männern im Indoor-Rudern. 2018 gewann er den Titel im Leichtgewichts-Doppelvierer bei den Weltmeisterschaften. Nach einem sechsten Platz bei den Europameisterschaften 2019 gewann Agne mit dem Leichtgewichts-Doppelvierer bei den Europameisterschaften 2020 die Silbermedaille hinter den Italienern. Bei den Weltmeisterschaften 2022 gewann er zusammen mit Johannes Ursprung, Simon Klüter und Fabio Kress die Bronzemedaille hinter den Italienern und den Chinesen.
Der 1,80 m große Joachim Agne startet für den ARC Würzburg und wird von Ingo Euler trainiert.